# 氯化四氯合钴(II)酸铯
氯化四氯合钴(II)酸铯是一种无机化合物，化学式为Cs3CoCl5，不吸湿，磁各向异性和单晶衍射表明该化合物结构中含有四配位的四面体[CoCl4]2−，其结构可写作Cs3[(CoCl4)Cl]。它和氟气反应可以得到Cs2[CoF6]。